# Xã Macon, Quận Harvey, Kansas
Xã Macon (tiếng Anh: Macon Township) là một xã thuộc quận Harvey, tiểu bang Kansas, Hoa Kỳ. Năm 2010, dân số của xã này là 531 người.